# Constantino de Kostenets
Constantino (o Konstantin) de Kostenets (c. 1380-después de 1431), también conocido como Konstantin Kostenechki (en búlgaro: Константин Костенечки) y Constantino el Filósofo (en serbio: Константин Филозоф), fue un académico, escritor y cronista medieval búlgaro, que pasó la mayor parte de su vida en el Despotado de Serbia. Es más conocido por su biografía del déspota serbio Esteban Lazarević, que George Ostrogorsky describió como «la obra histórica más importante de la antigua literatura serbia», y por escribir el primer estudio filológico serbio, Skazanije o pismenah (Una historia sobre la Epístolas).